# 539
539(오백삼십구)는 538보다 크고 540보다 작은 자연수다.

## 수학
- 합성수로, 그 약수는 1, 7, 11, 49, 77, 539다. 진약수의 합은 145이므로, 539는 부족수다.
- {\displaystyle 539=9^{2}+13^{2}+17^{2}}
  - 공차가 4인 세 자연수의 제곱합으로 나타낼 수 있는 수다. 이 성질을 지닌 앞의 수는 464, 다음 수는 620이다.
- {\displaystyle 539=3^{3}+8^{3}=3^{3}+2^{9}}
  - 서로 다른 두 자연수의 세제곱합으로 나타낼 수 있는 수다.
- {\displaystyle 67^{3}-1}은 539로 나누어떨어진다.

## 과학
- NGC 539(영어판): 고래자리 남쪽 방향에 있는 막대나선은하.

## 교통

### 철도
- 수도권 전철 5호선 행당역의 역번호.

### 도로
- 현도 제539호선

## 군사
- U-539(영어판): 제2차 세계 대전에 사용된 나치 독일의 군용 잠수함.

## 문화유산
- 대한민국의 보물 제539호: 달성 용연사 금강계단
- 대한민국의 사적 제539호: 부산 연산동 고분군

## 작품
- 《연남동 539》: 2018년 1월 10일부터 2018년 3월 28일까지 대한민국 MBN에서 방영된 드라마.

## 기타
- 연도: 539년, 기원전 539년